# K-pop
K-pop (Hangul: 가요, "Gayo"; kratica za korejsku pop glazbu) je glazbeni žanr koji se sastoji od elektro pop-a, hip hop-a, pop-a, rock-a i R&B-a iz Južne Koreje. K-pop je također postala i popularna supkultura među tinejdžerima cijelog svijeta što je rezultiralo velikim interesom za modu i stil korejskih grupa i pjevača.
Kroz prisutnost fan stranica i dostupnosti pjesama na iTunes-u i YouTube-u K-pop je uspio dosegnuti i prije nedostupnu publiku putem interneta što je uzrokovalo naglu popularnost u proteklih nekoliko godina. Najpopularnija K-pop pjesma do sada je Gangnam Style. Trenutno najpoznatiji kpop bendovi su BTS i BLACKPINK, svijet su osvojili novim albumima, BTS su osvojili nagrade na AMA (American Music Awards) te na KCA (Kids Choice Awards) kao i na MMA (Melon Music Awards),te su prva južnokorejska grupa koja je nominirana za prestižnu Grammy nagradu, a BLACKPINK je prva k-pop grupa koja je bila na Coachelli i k-pop grupa s najvećim brojem pregleda na Youtube videu (DDU DDU DDU DDU).[nedostaje izvor]

## Popularnost
Nastanak najveće agencije tada u Koreji, S.M. Entertainment 1995. godine doveo je do prvih K-pop ženskih grupa i boy bandova. Do kraja 90-ih godina na scenu su došle agencije poput YG Entertainment-a, DSP Entertainment-a i JYP Entertainment-a. 
Kako bi uspjeh bio garantiran kod novih talenata, agencije u potpunosti nadziru profesionalni život i karijere pripravnika, često potroše i oko 400 000 dolara za obuku i izdavanje novog izvođača. Kroz ovu obuku koja često traje po 3 ili više godina pripravnici treniraju glasove, uče mnoge koreografije i sviranje instrumenata te i nekoliko jezika sve tijekom pohađanja škole.
K-pop se polako globalizira većinom na američko tržište, izdavanjem nekoliko albuma i hitova na engleskom jeziku.[nedostaje izvor]

## Poznati K-pop izvođači
- 100%
- 15&
- 24K
- 2AM
- 2PM
- 2NE1
- 4minute
- 5urprise
- Agust D (Suga - from BTS)
- After School
- A-Pink
- AA (Double A)
- Ailee
- Akdong Musician (AKMU)
- AOA
- Ateez
- April
- ASTRO
- B1A4
- B.A.P
- Bang&Zelo
- Bang Yongguk
- Byun Baekhyun
- B2ST
- Big Bang
- Blackpink
- Block B
- BoA
- Boyfriend
- Boys Republic
- Brown Eyed Girls
- BTOB
- BTS
- BVNDIT

- CN Blue
- Crayon Pop
- C-Clown
- Cherry Bullet
- CHUNGHA
- CL
- CLC
- Cross Gene
- D-Unit
- Dalmatian (DMTN)
- Dal Shabet
- Day6
- Dean
- DIA
- DOK2
- Epik High
- EVERGLOW
- EVOL
- EXID
- Exo
- f(x)
- fromis_9
- F.Suz
- F.T. Island
- G.NA
- Girl's Day
- Girls' Generation (SNSD)
- G-Dragon
- GFriend
- Got7
- Gray
- Gugudan
- Henry
- Hello Venus
- History
- HyunA

- Infinite
- iKON
- I.O.I
- ITZY
- IU
- IZ*ONE
- Jang Woo Young
- Jay Park
- Jeon Soyeon
- Jessi
- Jungkook (from BTS)
- Jaemin(from Nct)
- Jaehyun(from Nct)
- Jin (from BTS)
- Jimin (from BTS)
- Jeno(from Nct)
- Jonghyun (from ShinEE)
- Jooheon (from Monsta X)
- JJ Project
- JBJ
- JBJ95
- JYJ
- Junhyung (Joker)
- K.A.R.D.
- Kan Mi Yeon
- Kara
- Keith Ape
- Kim Hyun Joong
- Kim Tae Woo
- Kim Wan Sung
- KNK
- Ladies' Code
- LC9
- Lee Hi
- Loona
- Lucas(From Nct)
- Lee Hyori
- Lovelyz
- Madtown
- Mamamoo
- MBLAQ
- Melody Day
- M.I.B
- M4M
- MOBB (Mino from Winner and Bobby from iKON)
- Moon Hee Jun
- Monsta X
- Momoland
- MR.MR
- Miss A
- Mino (from Winner)
- Minzy (from 2ne1)
- MYNAME
- NCT U
- NCT 127
- NCT Dream
- N.Flying
- NU'EST
- N-Train
- N.Sonic
- Natthew
- Nine Muses
- NS Yoon-G

- Outsider
- OFFROAD
- Oh My Girl
- Orange Caramel
- PSY
- Park Bom
- Pentagon
- P.O.P
- Pristin
- PURE
- Rain
- Ravi (from Vixx)
- RM (former Rap Monster- from BTS)
- Roh Ji Hoon
- Rainbow
- Red Velvet
- SG Wannabe
- SE7EN
- Seo In Guk
- Seung Ri
- SF9
- Shinhwa
- SHU-I
- Sistar
- Sistar19
- SPEED
- Secret
- Seventeen
- She'z
- SHINee
- Shinhwa
- Simon Dominic
- SISTAR
- SPICA
- SM☆SH
- Sonamoo
- Son Dam Bi
- SS501
- Stray Kids
- Suho (from EXO)
- Sunny Hill
- Sunmi (from Wonder Girls)
- Supernova
- Super Junior
- Super Junior-M
- Suzy (from Miss A)
- Suran

- T-ara
- T-ara N4
- TAHITI
- TESTY
- Kim Taehyung (V-from BTS)
- Taeyong(from Nct)
- TimeZ
- Tiny-G
- Two X
- Tablo
- Taemin (from ShinEE)
- Taeyeon (from SNSD)
- Taeyang
- Teen Top
- The Boss
- The Trax
- T.O.P
- Topp Dogg
- Troublemaker
- Triple H
- TVXQ (DBSK)
- Twice
- U-Kiss
- UNIQ
- Untouchable
- UP10TION
- VIXX
- Vromance
- Wanna One
- Weki Meki
- Wheesung
- WINNER
- WJSN (Cosmic Girls)
- Wonder Girls
- Yoseob
- Younique Unit
- X-5
- XIA
- ZE:A
- ZICO

## Poveznice
- J-pop